# Amram Mitzna

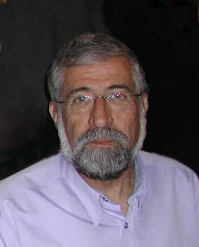
Amram Mitzna

Amram Mitzna (Hebreeuws: עמרם מצנע) (kibboets Dovrat, 20 februari, 1945) is een Israëlisch generaal en politicus.
In het Israëlische leger bracht hij het tot commandant van het Noordelijk commando en hoofd van operaties. Tijdens de Libanonoorlog van 1982, uitte hij kritiek op de minister van defensie Ariel Sharon.
Na zijn afzwaaien (1993) ging zijn interesse uit naar de politiek. Hij versloeg de "grijze", zittende burgemeester van Haifa, Arie Gurel, in de voorverkiezingen van de Arbeidspartij en nogmaals in de plaatselijke verkiezingen zelf (waaraan Gurel als zelfstandige kandidaat aan meedeed). Beide verkiezingen waren in 1993. Met een succesvol budgettair beleid, zette hij daarna ook zijn zinnen op het leiderschap van de landelijke partij van de Arbeid. 
Ook hier haalde hij in de voorverkiezingen een duidelijke overwinning (54% van de stemmen op 19 november 2002). Tweede werd de zittende voorzitter (sinds het aftreden van Shimon Peres), Benjamin Ben-Eliezer, die daardoor nooit als lijsttrekker de verkiezingen in is gegaan, en derde Haim Ramon. Hij gaf de Arbeiderspartij een linkser programma dan zijn voorgangers. Als burgemeester van Haifa trad hij formeel pas af in 2003. 
Bij de nationale verkiezingen van 2003 ondervond hij zijn eerste politieke nederlaag, tegen de Likoed van Ariel Sharon. De Arbeiderspartij werd geslagen met 19 zetels en ging de oppositie in. Na ruzies met andere parlementsleden trok hij zich terug als voorzitter (Shimon Peres nam weer over), maar hij bleef aan als parlementslid. 
In 2005 trok hij zich ook terug uit de Knesset om burgemeester te worden van de armoedige Joodse plaats Yeruham. Anders dan meestal gebruikelijk in Israël, werd hij niet verkozen voor deze positie, maar benoemd door minister van binnenlandse zaken Ophir Pines-Paz, die de verkozen burgemeester afzette wegens gebrekkig management. Tot 2010 was hij van deze plaats burgemeester. 
Begin december 2012 stapte Amram Mitzna over naar Hatnuah (Hebreeuws voor 'De Beweging'), de partij die kort daarvoor door Tzipi Livni was opgericht. Hij kwam op de tweede plaats van de kieslijst en zit sinds 2013 voor Hatnuah in de negentiende Knesset. Eind december 2014 kondigde hij aan de politiek te verlaten.
- Nationale Bibliotheek van Israël: 987007517089505171
- Virtual International Authority File: 315535487